# تول (مجارستان)
تول (به مجاری:  Tevel) یک شهرداری در مجارستان است که در ناحیه بونیهاد واقع شده‌است. تول ۲۵٫۲۷ کیلومتر مربع مساحت و ۱٬۶۹۲ نفر جمعیت دارد.